# Elizabeth Rudel Smith

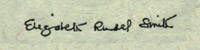
Unterschrift von Elizabeth Rudel Smith

Elizabeth „Libby“ Rudel Smith (* 27. April 1911 in Montreal, Kanada; † 25. Januar 1997 in Kentfield, Kalifornien) war eine US-amerikanische Regierungsbeamtin. Sie gehörte der Demokratischen Partei an.

## Privatleben
Elizabeth Rudel Smith, Tochter eines kanadisch-amerikanischen Industriellen, welcher die Rudel Machinery Company besaß, wurde ungefähr drei Jahre vor dem Ausbruch des Ersten Weltkrieges in Montreal (Québec) geboren. Über ihre Jugendjahre ist nichts bekannt. Irgendwann ließ sich die Familie in den Vereinigten Staaten nieder. Sie besuchte dort das Smith College und graduierte dann 1937 an der University of Michigan. Während des Zweiten Weltkrieges zog sie 1942 nach Kalifornien. Dort heiratete sie ihren dritten Ehemann Frederick H. Smith IV., einen Geschäftsmann aus San Francisco, von dem sie sich später scheiden ließ. 1962 heiratete sie dann den Spar- und Darlehensmanager Albert W. Gatov, welcher 1978 verstarb. Mrs. Gatov kehrte 1962 aus Washington, D.C. zurück zu ihrem Marin-Haus und blieb für die nächsten 20 Jahre in der Politik aktiv. Sie war eine enge Freundin der Familie Kennedy und vieler anderer Stars in der Demokratischen Partei.

## Politische Laufbahn
Smith betrieb im Vorfeld der Präsidentschaftswahl von 1948 Wahlkampf für Harry S. Truman. Nach ihrer Arbeit bei der Coro Foundation in San Francisco, welche junge Männer und Frauen für ihre Laufbahnen in der Politik und Regierung ausbildete, hatte sie den Vorsitz in der Demokratischen Partei im Marin County. 1956 wurde sie zusammen mit Paul Ziffren, einem Rechtsanwalt aus Los Angeles, in das Democratic National Committee von Kalifornien gewählt. Beide dienten dort als Kontaktpersonen zu der Demokratischen Partei auf Bundesebene. Sie hielt den Posten bis zu ihrer Berufung in die Kennedy-Administration. Präsident John F. Kennedy ernannte sie zum Treasurer of the United States. Sie bekleidete den Posten vom 30. Januar 1961 bis zum 13. April 1962. Danach war sie eine kurze Zeit in Sacramento als Deputy Labor Commissioner für Gouverneur Pat Brown tätig.